# دايفيد برابهام
دايفيد برابهام (بالإنجليزية: David Brabham)‏ (و. 1965  م) هو سائق سيارة سباق أسترالي، ولد في لندن، شارك في 2012 Drivers' World Endurance Championship ‏، ولو مان 24 ساعة.

## روابط خارجية
- دايفيد برابهام على موقع Racing-Reference.info (الإنجليزية)
- دايفيد برابهام على موقع DriverDB.com (الإنجليزية)